# Кубок мира по спортивной акробатике 1981
3-й кубок мира по спортивной акробатике проводился в Виднау, Швейцария, в 1981 году.

## Результаты

### Мужские акробатические прыжки

#### Многоборье
| Ранг | Команда            | Страна | Очки  |
| ---- | ------------------ | ------ | ----- |
| 1    | Александр Рассолин | СССР   | 39,12 |
| 2    | Игорь Брикман      | СССР   | 38,99 |
| 3    | Анджей Гарстка     | Польша | 38,96 |

#### Первое упражнение
| Ранг | Команда            | Страна | Очки  |
| ---- | ------------------ | ------ | ----- |
| 1    | Александр Рассолин | СССР   | 19,70 |
| 2    | Анджей Гарстка     | Польша | 19,56 |
| 2    | Игорь Брикман      | СССР   | 19,56 |
| 3    | Ху Хианган         | Китай  | 19,23 |

#### Второе упражнение
| Ранг | Команда            | Страна | Очки  |
| ---- | ------------------ | ------ | ----- |
| 1    | Анджей Гарстка     | Польша | 19,60 |
| 2    | Александр Рассолин | СССР   | 19,56 |
| 3    | Ху Хианган         | Китай  | 19,46 |

### Мужские парные упражнения

#### Многоборье
| Ранг | Команда                          | Страна | Очки   |
| ---- | -------------------------------- | ------ | ------ |
| 1    | Сергей Петров, Юрий Тишлер       | СССР   | 39,20  |
| 2    | Ли Шавен, Ху Фуфенг              | Китай  | 38,36  |
| 3    | Адам Клись, Кшиштоф Оленьджински | Польша | 379,59 |

#### Первое упражнение
| Ранг | Команда                          | Страна | Очки  |
| ---- | -------------------------------- | ------ | ----- |
| 1    | Сергей Петров, Юрий Тишлер       | СССР   | 19,70 |
| 2    | Ли Шавен, Ху Фуфенг              | Китай  | 19,36 |
| 3    | Адам Клись, Кшиштоф Оленьджински | Польша | 19,20 |

#### Второе упражнение
| Ранг | Команда                       | Страна   | Очки  |
| ---- | ----------------------------- | -------- | ----- |
| 1    | Сергей Петров, Юрий Тишлер    | СССР     | 19,60 |
| 2    | Иордан Аначков, Чевадар Янков | Болгария | 19,30 |
| 3    | Ли Шавен, Ху Фуфенг           | Китай    | 19,09 |

### Мужские групповые упражнения

#### Многоборье
| Ранг | Команда                                                          | Страна | Очки  |
| ---- | ---------------------------------------------------------------- | ------ | ----- |
| 1    | Хи Джидон, Лян Жиакуен, Ли Ханксан, Чен Ти                       | Китай  | 39,12 |
| 2    | Николай Гусев, Сергей Макаров, Юрий Шохин, Ринат Хафизов         | СССР   | 38,99 |
| 3    | Лешек Антонович, Войцех Швечик, Богдан Зайонц, Анджей Яворовский | Польша | 37,79 |

#### Первое упражнение
| Ранг | Команда                                                          | Страна | Очки  |
| ---- | ---------------------------------------------------------------- | ------ | ----- |
| 1    | Хи Джидон, Лян Жиакуен, Ли Ханксан, Чен Ти                       | Китай  | 19,56 |
| 1    | Николай Гусев, Сергей Макаров, Юрий Шохин, Ринат Хафизов         | СССР   | 19,56 |
| 2    | Лешек Антонович, Войцех Швечик, Богдан Зайонц, Анджей Яворовский | Польша | 19,26 |
| 3    | Питер Колар, Питер Штаб, Карл Рудольф, Руперт Штампфер           | ФРГ    | 18,26 |

#### Второе упражнение
| Ранг | Команда                                                         | Страна   | Очки  |
| ---- | --------------------------------------------------------------- | -------- | ----- |
| 1    | Николай Гусев, Сергей Макаров, Юрий Шохин, Ринат Хафизов        | СССР     | 19,66 |
| 2    | Хи Джидон, Лян Жиакуен, Ли Ханксан, Чен Ти                      | Китай    | 19,63 |
| 3    | Ташкл Палов, Емиль Ангелов, Божидар Боянов, Борислав Костадинов | Болгария | 19,43 |

### Женские акробатические прыжки

#### Многоборье
| Ранг | Гимнаст         | Страна   | Очки  |
| ---- | --------------- | -------- | ----- |
| 1    | Людмила Громова | СССР     | 39,29 |
| 2    | Мила Мустафова  | Болгария | 38,69 |
| 3    | Ваня Васильева  | Болгария | 38,53 |

#### Первое упражнение
| Ранг | Гимнаст         | Страна   | Очки  |
| ---- | --------------- | -------- | ----- |
| 1    | Людмила Громова | СССР     | 19,60 |
| 2    | Жонгди          | Китай    | 19,46 |
| 3    | Мила Мустафова  | Болгария | 19,33 |

#### Второе упражнение
| Ранг | Гимнаст         | Страна   | Очки  |
| ---- | --------------- | -------- | ----- |
| 1    | Людмила Громова | СССР     | 19,49 |
| 2    | Ваня Васильева  | Болгария | 19,26 |
| 3    | Мила Мустафова  | Болгария | 19,23 |

### Женские пары

#### Многоборье
| Ранг | Команда                                 | Страна   | Очки  |
| ---- | --------------------------------------- | -------- | ----- |
| 1    | Антуанетта Милованова, Снежана Андонова | Болгария | 39,13 |
| 2    | Сент Джанхуа, Юн Ву                     | Китай    | 39,05 |
| 3    | Ирина Носонович, Наталья Хряпушина      | СССР     | 38,75 |

#### Первое упражнение
| Ранг | Команда                                 | Страна   | Очки  |
| ---- | --------------------------------------- | -------- | ----- |
| 1    | Ирина Носонович, Наталья Хряпушина      | СССР     | 19,56 |
| 1    | Антуанетта Милованова, Снежана Андонова | Болгария | 19,56 |
| 2    | Сент Джанхуа, Юн Ву                     | Китай    | 19,46 |
| 3    | Данюта Хвалобоговска, Малгожата Гущек   | Польша   | 19,26 |

#### Второе упражнение
| Ранг | Команда                                 | Страна   | Очки  |
| ---- | --------------------------------------- | -------- | ----- |
| 1    | Сент Джанхуа, Юн Ву                     | Китай    | 19,60 |
| 2    | Антуанетта Милованова, Снежана Андонова | Болгария | 19,53 |
| 3    | Данюта Хвалобоговска, Малгожата Гущек   | Польша   | 19,39 |

### Женские групповые упражнения

#### Многоборье
| Ранг | Команда                                                  | Страна   | Очки  |
| ---- | -------------------------------------------------------- | -------- | ----- |
| 1    | Фен Янфан, Кай Ю Цай Ю, Лю Янгме                         | Китай    | 39,10 |
| 2    | Нарана Мхатобишвили, Нана Кикислашвлили, Майя Шикаладзе  | СССР     | 39,09 |
| 3    | Галина Ванелинова, Валентина Куимджева, Павлина Станкова | Болгария | 38,90 |

#### Первое упражнение
| Ранг | Команда                                                  | Страна   | Очки  |
| ---- | -------------------------------------------------------- | -------- | ----- |
| 1    | Нарана Мхатобишвили, Нана Кикислашвлили, Майя Шикаладзе  | СССР     | 19,56 |
| 2    | Фен Янфан, Кай Ю Цай Ю, Лю Янгме                         | Китай    | 19,53 |
| 3    | Галина Ванелинова, Валентина Куимджева, Павлина Станкова | Болгария | 19,43 |

#### Второе упражнение
| Ранг | Команда                                                     | Страна | Очки  |
| ---- | ----------------------------------------------------------- | ------ | ----- |
| 1    | Нарана Мхатобишвили, Нана Кикислашвлили, Майя Шикаладзе     | СССР   | 19,59 |
| 1    | Малгожата Слюсарска, Богуслава Выржиковска, Гражина Говацка | Польша | 19,49 |
| 3    | Фен Янфан, Кай Ю Цай Ю, Лю Янгме                            | Китай  | 19,46 |

### Смешанные пары

#### Многоборье
| Ранг | Команда                       | Страна   | Очки  |
| ---- | ----------------------------- | -------- | ----- |
| 1    | Илона Яранс, Вадим Письменный | СССР     | 39,50 |
| 2    | Лена Петрова, Эмил Крастев    | Болгария | 38,89 |
| 3    | Джанджун, Луо Лихон           | Китай    | 38,78 |

#### Первое упражнение
| Ранг | Команда                       | Страна   | Очки  |
| ---- | ----------------------------- | -------- | ----- |
| 1    | Илона Яранс, Вадим Письменный | СССР     | 19,66 |
| 2    | Лена Петрова, Эмил Крастев    | Болгария | 19,43 |
| 3    | Джанджун, Луо Лихон           | Китай    | 19,36 |

#### Второе упражнение
| Ранг | Команда                       | Страна   | Очки  |
| ---- | ----------------------------- | -------- | ----- |
| 1    | Илона Яранс, Вадим Письменный | СССР     | 19,80 |
| 2    | Лена Петрова, Эмил Крастев    | Болгария | 19,50 |
| 2    | Джанджун, Луо Лихон           | Китай    | 19,49 |